# Суха-Струга
Суха-Струга (пол. Sucha Struga) — село в Польщі, у гміні Ритро Новосондецького повіту Малопольського воєводства.
Населення — 883 особи (2011).
У 1975-1998 роках село належало до Новосондецького воєводства.

## Демографія
Демографічна структура станом на 31 березня 2011 року:
|          | Загалом | Допрацездатний вік | Працездатний вік | Постпрацездатний вік |
| -------- | ------- | ------------------ | ---------------- | -------------------- |
| Чоловіки | 435     | 90                 | 310              | 35                   |
| Жінки    | 448     | 108                | 259              | 81                   |
| Разом    | 883     | 198                | 569              | 116                  |